# Bahía Tomales
La bahía [de] Tomales  (del inglés: Tomales Bay) es una larga y estrecha entrada del océano Pacífico en la costa del condado de Marin, en el norte de California, en los Estados Unidos. Tiene unos 25 km de largo y un promedio de casi 1,6 km de ancho, separando efectivamente la península de Point Reyes de la parte continental. Se encuentra aproximadamente a 48 km al noroeste de la ciudad de San Francisco. La bahía forma el límite oriental de la Point Reyes National Seashore (1962). La bahía está afectada por la Política de protección de las bahías y estuarios de California (California Bays and Estuaries Policy). En su extremo norte se abre a la bahía Bodega, que la protege de las corrientes directas del Pacífico. La bahía está formada por una parte sumergida de la falla de San Andrés.
La cría de ostras es una industria importante en la bahía. Los dos mayores productores son Tomales Bay Oyster Co y Hog Island Oyster Co, que venden ambas las ostras al público y tienen un área de pícnic en la orilla oriental. En las laderas de las colinas al este de la bahía de Tomales pastan vacas que pertenecen a las industrias lácteas locales. También al oeste de la bahía hay tierras de pastoreo, en granjas y ranchos arrendados a la Point Reyes National Seashore.
En la bahía se practican de forma mayoritaria los deportes acuáticos como la vela, kayak y motonáutica. Las embarcaciones pueden ser botadas en la bahía desde la rampa pública en Nick's Cove, al norte de Marshall. La barra de arena en la desembocadura de la bahía Tomales es conocida por su peligrosidad, con un largo historial de accidentes de barcos pequeños.
Algunos pueblos aledaños a la bahía son Inverness, Inverness Park, Point Reyes Station y Marshall. Algunas aldeas más pequeñas son Spengers, Duck Cove, Shallow Beach y Vilicichs. La Dillon Beach se encuentra justo al norte de la desembocadura de la bahía, y Tomales justo al este.

## Historia

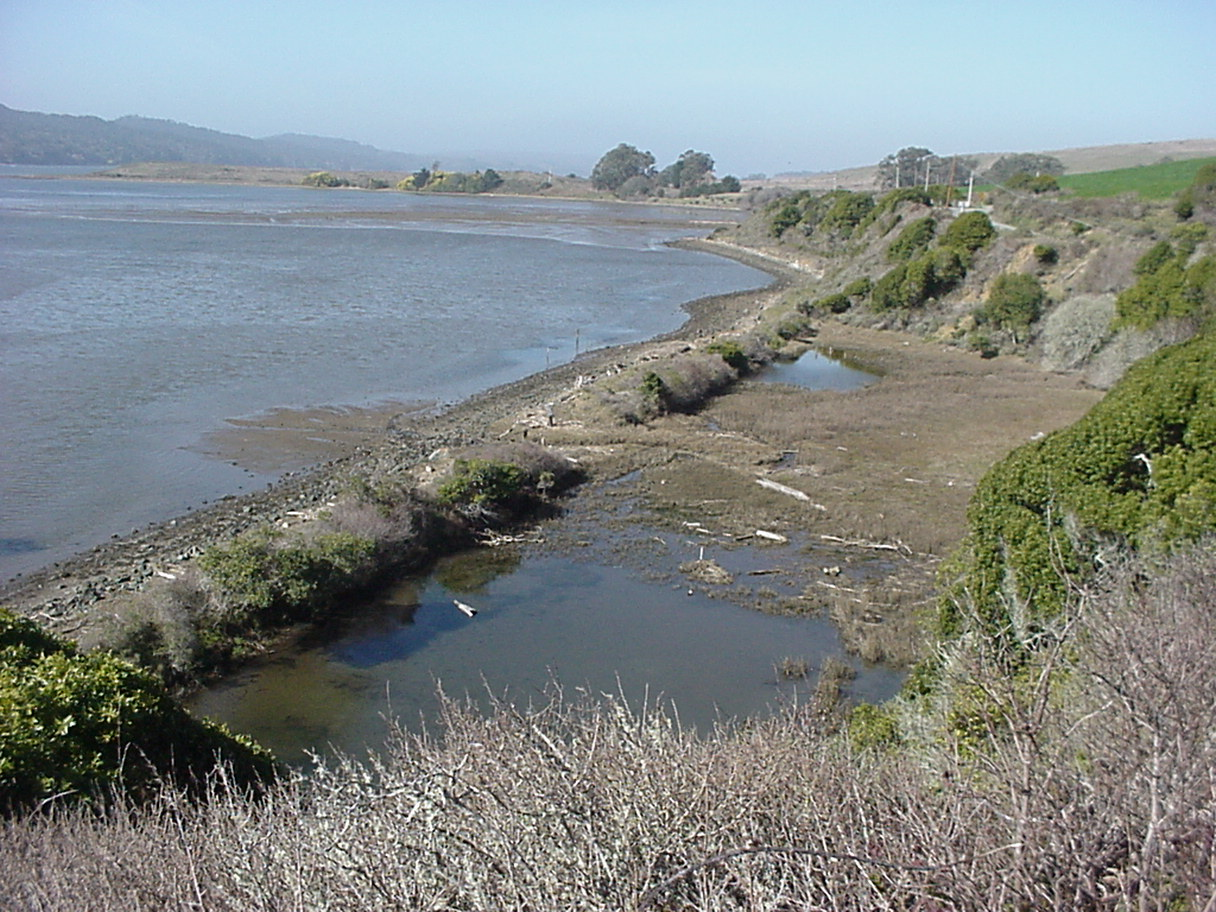
El antiguo trazado del ferrocarril de vía estrecha sigue la orilla este de la bahía.

El área fue alguna vez territorio de la costa Miwok. Las principales aldeas documentadas en el área fueron Echa-kolum (al sur de Marshall), Sakloki (punto opuesto Tomales), Shotommo-wi (cerca de la desembocadura del Estero de San Antonio) y Utumia (cerca de Tomales).
Se cree que Francis Drake habría desembarcado cerca del estero de Drakes (Drakes Estero) en 1579, en la región que bautizó como Nueva Albión.
El ferrocarril de vía estrecha de la North Pacific Coast Railroad desde Sausalito fue construida a lo largo del lado este de la bahía en 1874 y se extendía hasta el río Ruso hasta que fue desmantelado en 1930.
El Parque Estatal Tomales Bay (Tomales Bay State Park) fue creado para preservar algunas de las orillas de la bahía y se abrió al público en 1952. Las unidades más populares del parque incluyen la playa Heart's Desire y la punta Millerton.
La Convención de Ramsar , firmada en 1971, lista la bahía Tomales como un humedal de importancia internacional.
El Proyecto de restauración del humedal Giacomini (Giacomini Wetland Restoration Project), terminado en 2008, devolvió a los humedales varios cientos de acres en el extremo sur de la bahía que habían sido drenados para el pastoreo durante la década de 1940.

## Marconi Conference Center

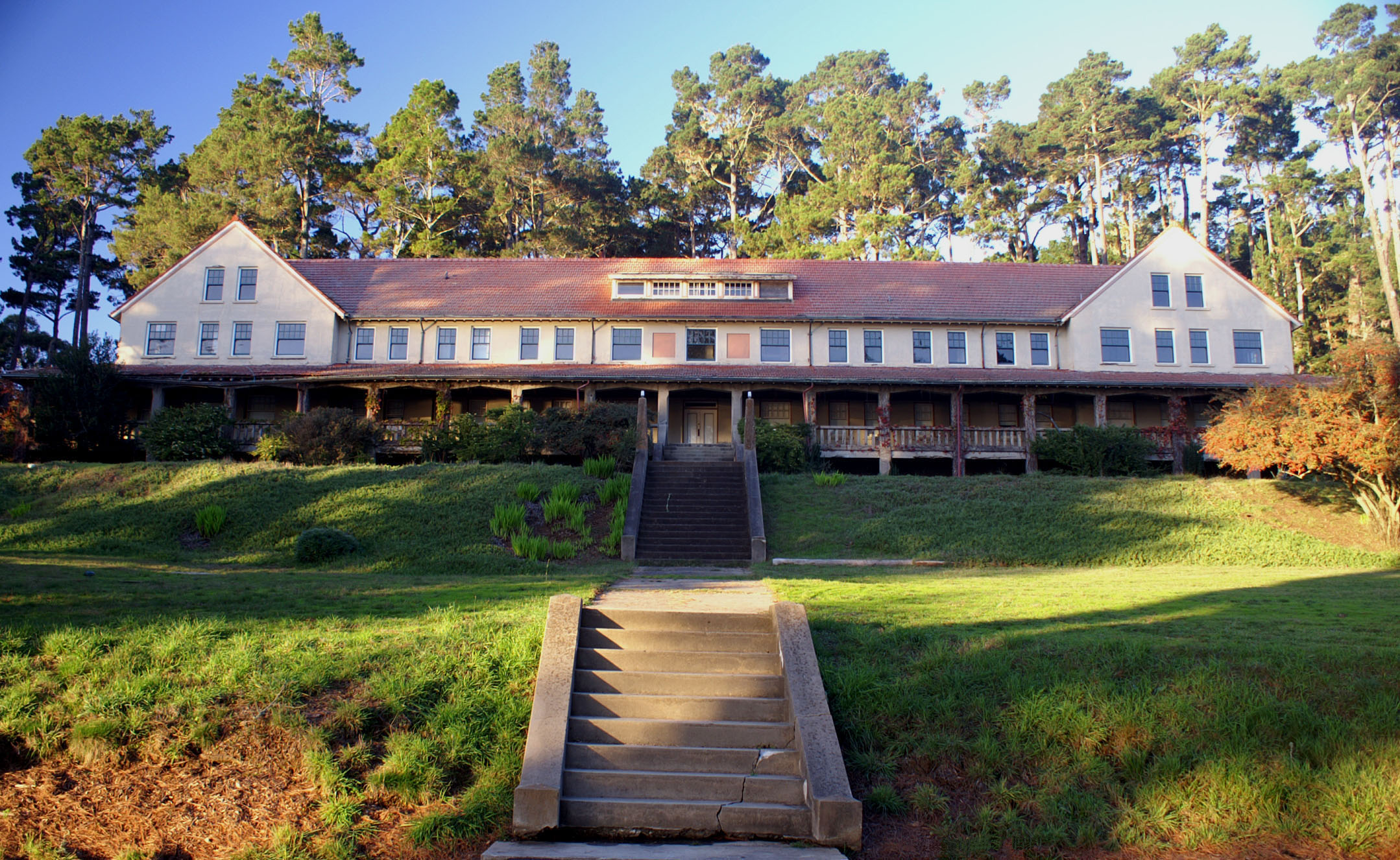
Marconi Conference Center

El Marconi Conference Center SHP preserva un pequeño hotel construido por Guglielmo Marconi en 1913 para alojar al personal que dirigía su cercana estación transpacifica receptora de radio. El hotel y los edificios de operaciones asociados y las casas de empleados fueron construidas por la J.G. White Engineering Corp bajo contrato con Marconi. La RCA adquirió la estación de Marconi en 1920. La estación fue cerrada en 1939, aunque otras estaciones de radio cercanas de la península de Point Reyes siguen funcionando hoy en día. Synanon, un lugar de culto para la rehabilitación de drogas, fue su propietario desde la década de 1960 hasta 1980, cuando fue comprada por una fundación privada, que la cedió al estado en 1984 para que funcionase como un centro de conferencias.